# Amadeus Webersinke
Amadeus Webersinke (* 1. November 1920  in Broumov, Tschechoslowakei; † 15. Mai 2005 in Dresden) war ein deutscher Pianist, Organist und Hochschullehrer.

## Leben

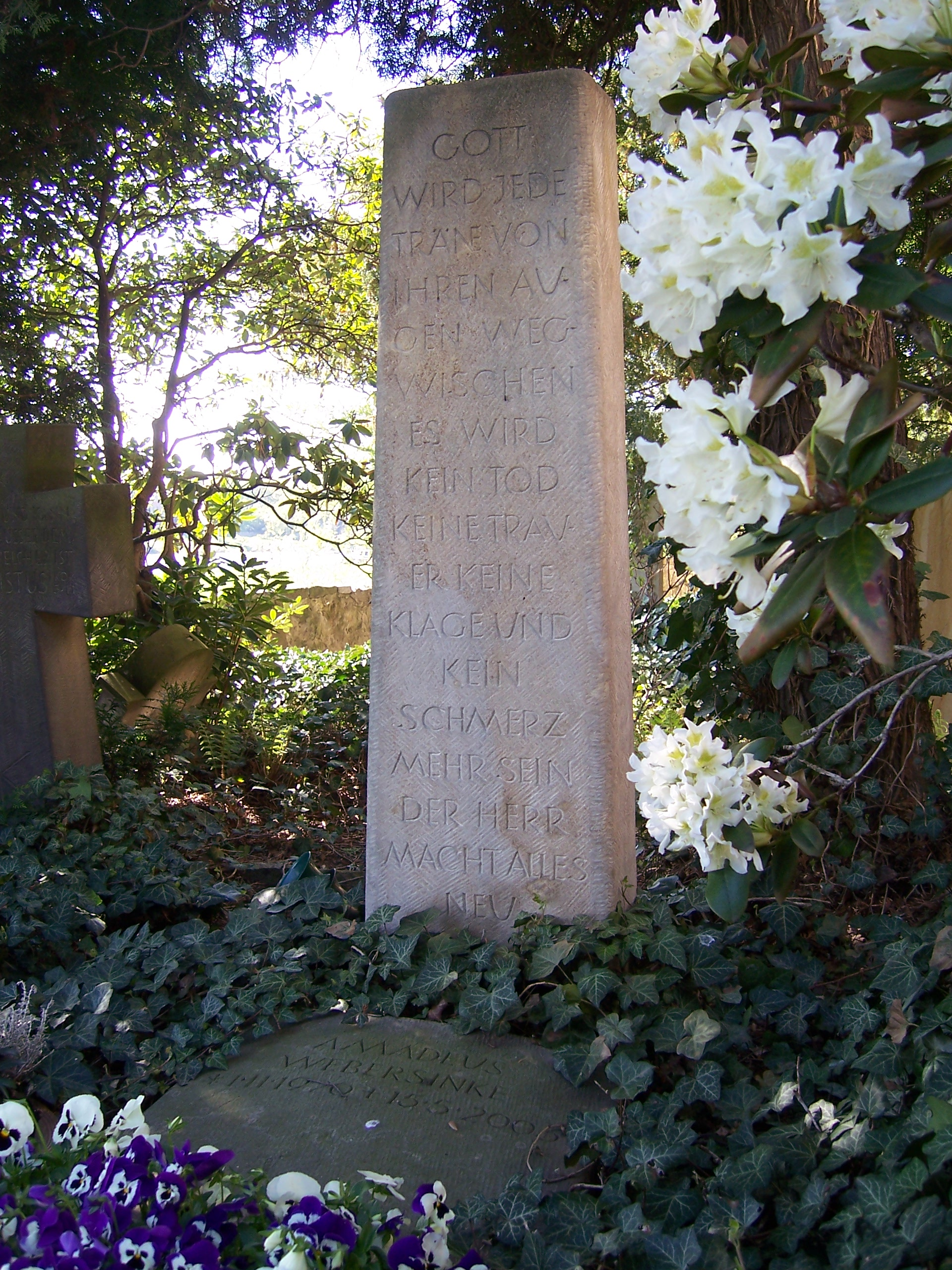
Grab, Kirchfriedhof „Maria am Wasser“, Dresden-Hosterwitz (2009)

Webersinke, Sohn eines Studienrates, stammte aus Nordböhmen. Er besuchte das Realgymnasium Freiwaldau und legte 1938 sein Abitur ab. Danach studierte er von 1938 bis 1940 bei Karl Straube, Johann Nepomuk David, Otto Weinreich und Carl Adolf Martienssen am Kirchenmusikalischen Institut des Leipziger Konservatoriums. Im Jahr 1940 legte er die Prüfung zum hauptamtlichen Kirchenmusiker ab und leistete von 1940 bis 1945 Kriegsdienst (als Obergefreiter).
Webersinke wurde 1946 Dozent und 1953 Professor für Klavier an der Leipziger Musikhochschule. Bis 1953 wirkte er überwiegend als Organist, danach ausschließlich als Pianist. Konzertreisen führten ihn von der DDR aus nach Osteuropa, aber auch nach Westeuropa und Japan. In Freiburg im Breisgau und Tokio hatte er Gastprofessuren inne.
Amadeus Webersinke widmete sich besonders der Pflege der Bach’schen Orgel- und Klavierwerke und gab auch Konzerte am Clavichord. Er engagierte sich ebenso für die zeitgenössische Musik der DDR, so etwa als Solist im Klavierkonzert von Siegfried Köhler. Im Jahr 1966 übernahm er eine Professur an der Dresdner Musikhochschule und war dort Leiter der Abteilung Klavier. Ab 1972 war er Leiter der Meisterklasse für Kammermusik an der Hochschule. Zu seinen Schülern gehörten u. a. Andreas Boyde, Olaf Dressler, Gerhard Erber und Gerald Fauth.
Sein Grab befindet sich auf dem evangelischen Friedhof Maria am Wasser in Dresden-Hosterwitz.

## Auszeichnungen
- Erster Preis für Orgel beim Internationalen Johann-Sebastian-Bach-Wettbewerb in Leipzig (1950)
- Nationalpreis der DDR III. Klasse (1950)
- Robert-Schumann-Preis der Stadt Zwickau (1974)
- Verdienter Hochschullehrer der DDR (1980)
- Stern der Völkerfreundschaft in Gold (1988)
- Sächsischer Verdienstorden (2000)